# Badigwad, Gokak
Badigwad là một làng thuộc tehsil Gokak, huyện Belgaum, bang Karnataka, Ấn Độ.